# 北海道道998号古平神恵内線

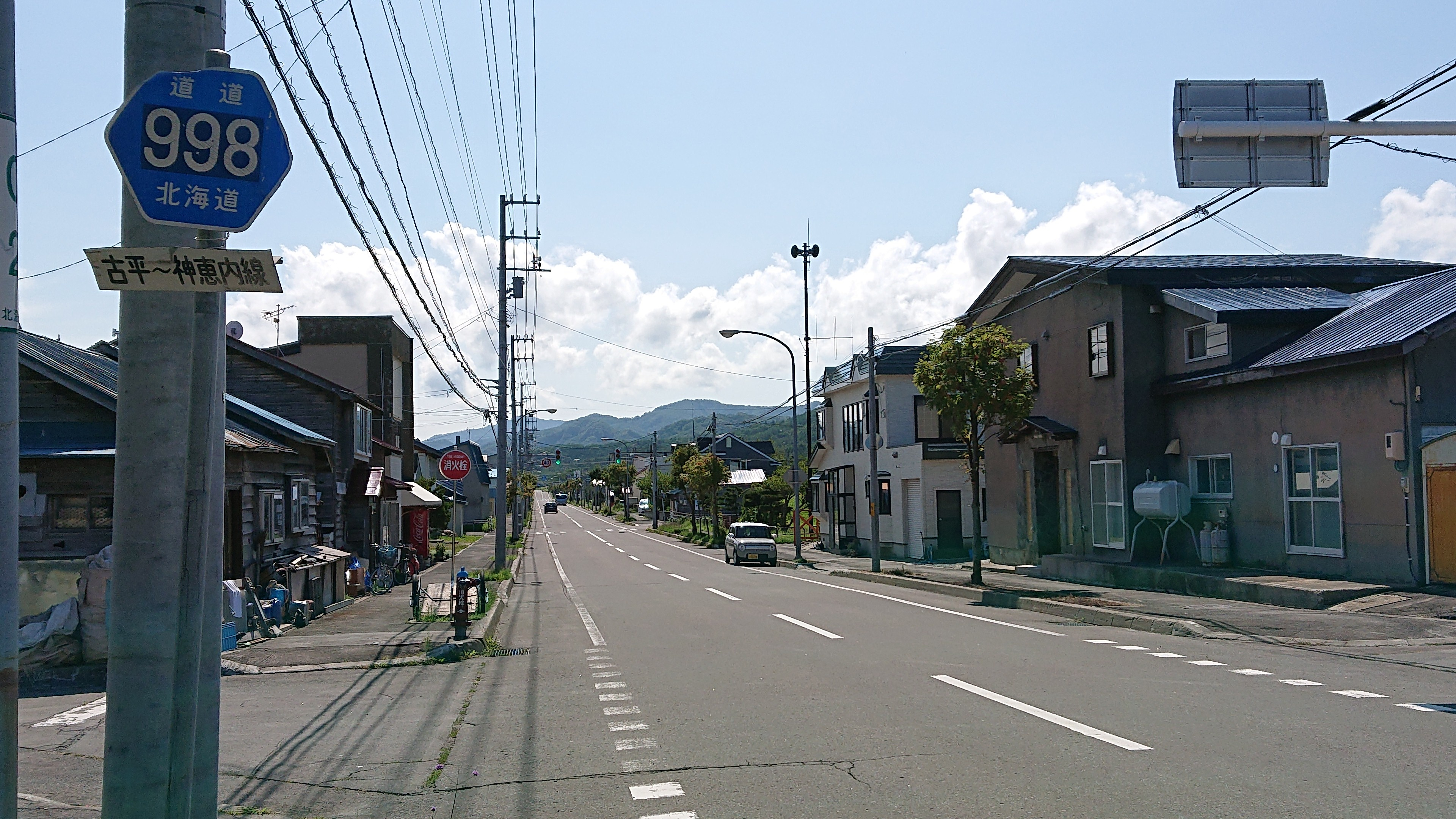
北海道道998号古平神恵内線

北海道道998号古平神恵内線（ほっかいどうどう998ごう ふるびらかもえないせん）は、北海道古平郡古平町と古宇郡神恵内村を結ぶ一般道道（北海道道）である。

## 概要
積丹半島を横断し、短絡する路線である。

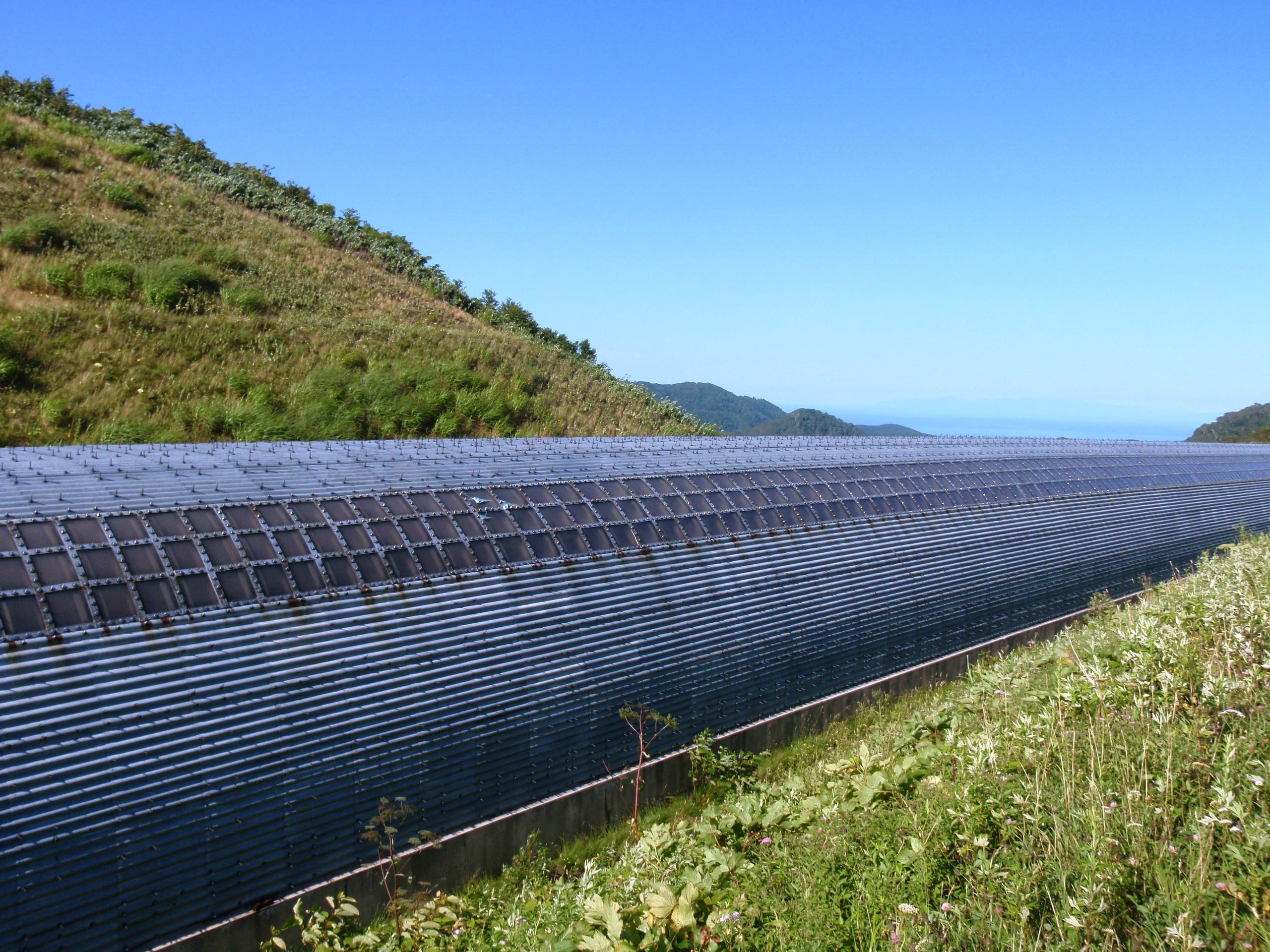
スノーシェルターで覆われた当丸峠部分

古平町と神恵内村の境界付近は「当丸峠」と呼ばれる。急曲線・急勾配・未舗装だった峠付近は改良され、通年通行が可能になっている。北海道電力泊原子力発電所で事故が発生した場合の避難道路という役割があるとされる。
しかし、雪崩や吹雪による通行止めが他の路線よりも多い。

### 路線データ
- 起点：北海道古平郡古平町大字浜町（国道229号交点）
- 終点：北海道古宇郡神恵内村大字神恵内村川向（国道229号交点）
- 総延長：32.030 km
- 実延長：32.003 km
- 重用延長：0.027 km

### 道路管理者
- 後志総合振興局 小樽建設管理部 余市出張所
- 後志総合振興局 小樽建設管理部 共和出張所

## 歴史
- 1953年（昭和28年） - 二級国道229号小樽江差線に指定。
- 1982年（昭和57年）3月29日 - 北海道道998号古平神恵内線として路線認定[1]。
- 1982年（昭和57年）4月1日 - 国道229号の経路を変更。当該区間を北海道へ移管し道道として供用開始。

## 路線状況

### 道路施設
トンネルや橋梁の他、スノーシェルターが多数設置されている。

#### トンネル
- 六志内トンネル（215 m）
- 清川トンネル（455 m）
- 神恵内トンネル（283 m）

#### 主な橋梁
- 冷水橋（39 m、古平冷水川、古平町大字浜町）
- 泥ノ木橋（43 m、泥ノ木川、古平町大字浜町）
- 廻り渕橋（74 m、古平川、古平町大字浜町）[2][3]
- 六志内橋（60 m、古平川、古平町大字浜町）
- 野村橋（56 m、六志内川、古平町大字浜町）
- 望海橋（130 m、谷、古平町大字浜町先無番地）
- 六志内大橋（175 m、谷、古平町大字浜町先無番地）
- 当丸橋（64 m、トーマル川、神恵内村トーマル）
- 熊見橋（149 m、－、神恵内村トーマル）
- 大雪崩橋（512 m、－、神恵内村トーマル）
- ヤエダウス橋（84 m、古宇川、神恵内村ツボ石）

## 地理

### 通過する自治体
- 後志総合振興局
  - 古平郡古平町
  - 古宇郡神恵内村

### 交差する道路
古平町
- 国道229号 - 大字浜町（起点）
- 北海道道569号蕨台古平線 - 大字浜町ロクシナイ

神恵内村
- 国道229号 - 大字神恵内村川向（終点）

### 主な峠
- 当丸峠

### 沿線にある施設など
神恵内村
- 神恵内2000年の森公園